# Николай Берия
Николай Титович (Дитоевич) Берия е редник, автоматчик в 6-ти гвардейски стрелкови полк на 2-ра гвардейска стрелкова дивизия от 56-та армия в Червената армия на Северно-кавказкия фронт по време на Втората световна война.
Роден е през 1925 година в село Одиши (Акапа), Сухумски район, Абхазия, в селско семейство. Има начално образование, от ранни години започва да работи в местния колхоз.
Призован е в Червената армия през януари 1943 г. и е изпратен веднага на фронта. Отличава се в хода на Керченско-Елтигенската операция. На 2 ноември 1943 г. унищожава с гранати картечно гнездо на Вермахта. На следващия ден заедно с 3 бойци отблъсква 4 контраатаки на противника и удържа плацдарм край близкото село Маяк (сега част от град Керч, Крим).
С Указ на Президиума на Върховния съвет на СССР от 17 ноември 1943 година му е присвоено званието „герой на Съветския съюз“ и е награден с орден „Ленин“ и медал „Златна звезда“ (№ 1160).
След войната Н. Берия живее и работи в град Сухуми, където умира от раните, получени в боя за Керч, на 17 ноември 1948 г.